# Вестланд (Нидерланды)
Вестланд (нидерл. Westland) — община в провинции Южная Голландия (Нидерланды). Известна своими тепличными комплексами, одними из крупнейших в мире. 

## История
Община была образована 1 января 2004 года путём объединения общин Де-Лир, Гравензанде, Монстер, Налдвейк и Ватеринген.

## Экономика
Основа экономики — выращивание и продажа сельскохозяйственных культур, цветов. В этом секторе для Вестланда, как и в целом для всей Голландии, характерен большой уровень автоматизации. Повсеместно применяются технологии беспестицидной гидропоники. Комплекс теплиц Вестланда в Южной Голландии занимает площадь 2750 гектаров (27,5 км²), что делает его одним из крупнейших в мире прилегающих комплексов.